# خوآن خوزه آریولا
خوان خوزه آریولا زونیگا(زاده ۲۱ سپتامبر ۱۹۱۸ - درگذشته ۳ دسامبر ۲۰۰۱) یک نویسنده، و استاد دانشگاه اهل مکزیک بود.
از او به عنوان نخستین نویسنده تجربی و نوآور داستان کوتاه در قرن بیستم یاد کرده‌اند. آریولا به عنوان یکی از اولین نویسندگان آمریکای لاتین به خاطر گذشتن از رئالیسم شناخته شده است؛ او از عناصر فانتزی برای تأکید به ایده‌های اگزیستانسیالیست و پوچگرایانه در کارهایش استفاده کرده است.
هر چند او در کشورهای اسپانیایی زبان کمتر شناخته شده است. آریولا به عنوان یک الهام بخش ادبی برای گروهی از نویسندگان مکزیکی که به دنبال تبدیل سنت ادبی واقعی کشورشان توسط معرفی عناصر رئالیسم جادویی، طنز، و تمثیل بوده‌اند، خدمت کرده است.
در کنار خورخه لوئیس بورخس، او به عنوان یکی از استادان ترکیب فرعی داستان مقاله شناخته شده است. از او تنها یک رمان به نام نمایشگاه در سال ۱۹۶۳ چاپ شده است.